# 1512 en littérature
| Années de la littérature : 1509 - 1510 - 1511 - 1512 - 1513 - 1514 - 1515    |
| Décennies de la littérature : 1480 - 1490 - 1500 - 1510 - 1520 - 1530 - 1540 |

Cet article présente les faits marquants de l'année 1512 en littérature.

## Événements
- 6 janvier : le spectacle de masque apparait à la cour du roi Henri VIII d'Angleterre à l’occasion de la Douzième nuit (Twelfth Night, veille de l'Épiphanie)[1].

## Parutions
- 15 décembre : Commentaire sur les Épîtres de saint Paul de Lefèvre d'Etaples, publié chez Henri Estienne à Paris[2].

- Nouvelle édition du Nouveau Testament édité par Érasme en comparant les textes hébreu, araméens, grecs et latin[3].

- Illustration de la Gaule et singularité de Troie de Jean Lemaire de Belges, publié en trois volumes de 1510 à 1512[4].
- Urbatagirk, premier livre imprimé en arménien à Venise par Hakob Meghapart[5].

## Naissances
- Thomas Sébillet, poète français († 1583).
- Claude Paradin, auteur français de livres d'emblèmes († 1573).